# Osztrigafarkas
Az osztrigafarkas (Marthasterias glacialis) a tengericsillagok (Asteroidea) osztályának Forcipulatida rendjébe, ezen belül az Asteriidae családjába tartozó faj.
2016-ig úgy vélték, hogy nemének az egyetlen faja. Korábban 5 fajt tartottak számon ebben a nemben, de ezekből három azonosnak bizonyult az osztrigafarkassal, és egyet áthelyeztek egy másik nembe; azonban a Marthasterias africana (Müller & Troschel, 1842) nevű taxon mégis önálló fajnak bizonyult. Ilyenformán az osztrigafarkas a Marthasterias típusfajává vált.

## Előfordulása
Az osztrigafarkas a Földközi-tengertől az Atlanti-óceán afrikai és európai partvidékén keresztül Izlandig előfordul. A parti víztől 200 méter mélységig szilárd aljzaton, kövek alatt és sziklahasadékokban él, homokos aljzat esetében mélyebben is megtalálható.

## Alakjai
- Marthasterias glacialis f. africana (Müller & Troschel, 1842)
- Marthasterias glacialis f. rarispina H.L. Clark, 1923

## Megjelenése

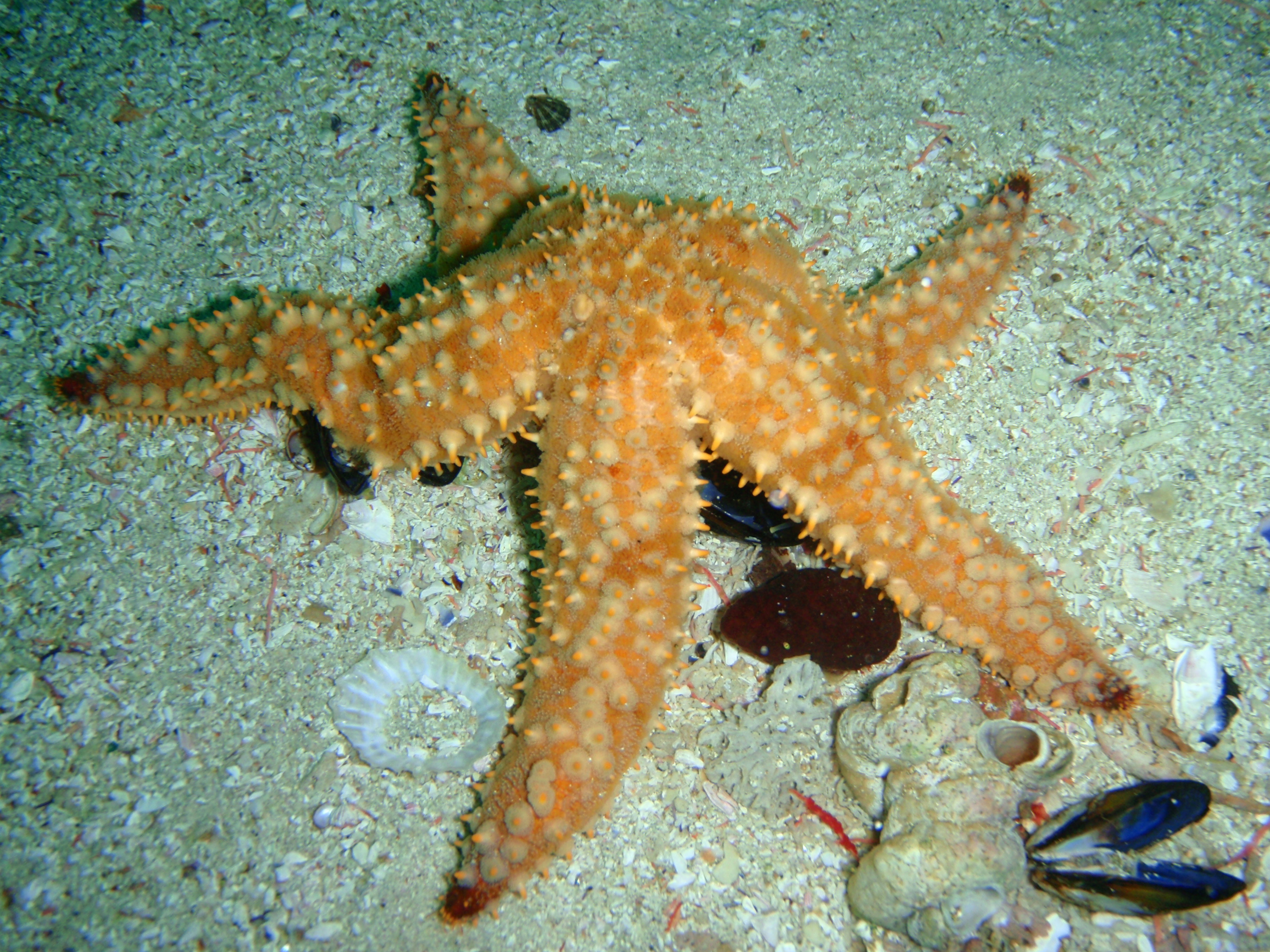
Osztrigafarkas vadászat közben

Ez a tengericsillag 70 centiméteres fesztávolságával a legnagyobb tengericsillagok egyike. Viszonylag kis méretű testkorongján 5, rendkívül hajlékony kar helyezkedik el, amelyek három sorban, párnaszerű kis dudorokon ülő tüskéket viselnek. Színe annyira változó, hogy egyik állat alig hasonlít a másikhoz: sárga, narancssárga, barnásvörös, világosszürke, sötét- és olajzöld színűek egyaránt lehetnek. Ambulakrális lábacskáin tapadókorongok vannak.

## Életmódja
Az árapálytérségtől 200 méteres mélységig sokfelé előfordul. Az osztrigafarkas fő táplálékát csigák és kagylók képezik. Az ehető kékkagyló- és az osztrigakultúrák rettegett rablója. Dögevő is.
Az Astericola clausii, Asterocheres echinicola, Scottomyzon gibberum, Senariellus liber és Synstellicola carens nevű evezőlábú rákok élősködnek ezen a tengericsillagfajon.

## Szaporodása
Hímnős élőlény. Tavasszal és nyáron szaporodik. A lárva a plankton részévé válik.